# Maurerjeva vrtnica
Maurerjeva vrtnica sestavljena je iz  premic, ki povezujejo točke na vrtnici. Uvedel jo je Peter M. Maurer.

## Definicija
Naj bo r = sin(nθ)
krivulja vrtnica. Vzemimo 361 točk na vrtnici
{\displaystyle \sin(nk),{\text{ }}k)(k=0,{\text{ }}2d,{\text{ }}3d,\dots ,{\text{ }}360d)}
kjer je d pozitivno celo število in kot  je dan v stopinjah in ne v radianih. 
V tem primeru je Maurerjeva vrtnica sestavljena iz 360 ravnih črt, ki povezujejo 361 točk. To pa pomeni, da je Maurerjeva vrtnica lomljena črta (poligonska krivulja), ki ima temena na krivulji vrtnici. 
Maurerjeva vrtnica tvori zaprto pot v polarni ravnini. Predstavljamo si lahko, da popotnik prične svojo pot v izhodišču s koordinatama {\displaystyle (0{\text{ }},0)} in nadaljuje svojo pot po ravni črti do točke {\displaystyle (\sin(nd){\text{ }},d)}. Nato prične drugi korak svoje poti, ko se premika vzdolž ravne črte, do točke {\displaystyle (\sin(2d){\text{ }},2d)}. To nadaljuje vse do končne točke {\displaystyle (\sin(n{\dot {3}}60d){\text{ }},360d)}. Celotna pot, ki tako nastane je Maurerjeva vrtnica.  
Na naslednjih slikah je prikazan nastanek Maurerjeve vrtnice za n = 2, d = 29° 

## Slike
Sledijo različne oblike Maurerjevih vrtnic.